# スタッド・サン＝サンフォリアン
スタッド・サン＝サンフォリアン（Stade Saint-Symphorien）は、フランス・モゼル県メスにあるサッカー専用スタジアム。FCメスがホームスタジアムとして使用している。

## 概要
メス市街地から離れた場所に位置し、1923年に開場した。第二次世界大戦下では、地域一帯を占領したナチス軍によってスタジアムは水没させられたものの、復興後はスタジアムの改修が進み、1980年代からはスタンドの建て替え工事を何度か行った。
2005年5月31日、スタジアムで初となるフランス代表の国際Aマッチが開催され、ハンガリー代表との試合は2-1でフランス代表の勝利に終わった。
2009年7月、クラブはスタジアムの大規模な改修計画を公表した。南スタンドの建て替えやスタンドのないコーナーに新スタンドを増設、将来的な開閉式屋根設置のための予備工事などが計画された。この計画は市議会によって棄却されたが、その後の補正案が採用されたことで2019年5月に南スタンドの建て替え工事がスタート。2021年1月に建て替え工事が竣工すると、2022-23シーズン開幕前には南西コーナーに新スタンドが増設された。

## 開催された主な試合
- 国際Aマッチ

| 日付           | ホームチーム   | 結果 | アウェーチーム | ラウンド           |
| -------------- | -------------- | ---- | -------------- | ------------------ |
| 2005年5月31日  | フランス       | 2-1  | ハンガリー     | 親善試合           |
| 2006年7月6日   | ルクセンブルク | 0-3  | ポルトガル     | 親善試合           |
| 2010年10月12日 | フランス       | 2-0  | ルクセンブルク | UEFA EURO 2012予選 |
| 2016年6月4日   | フランス       | 3-0  | スコットランド | 親善試合           |

## ギャラリー

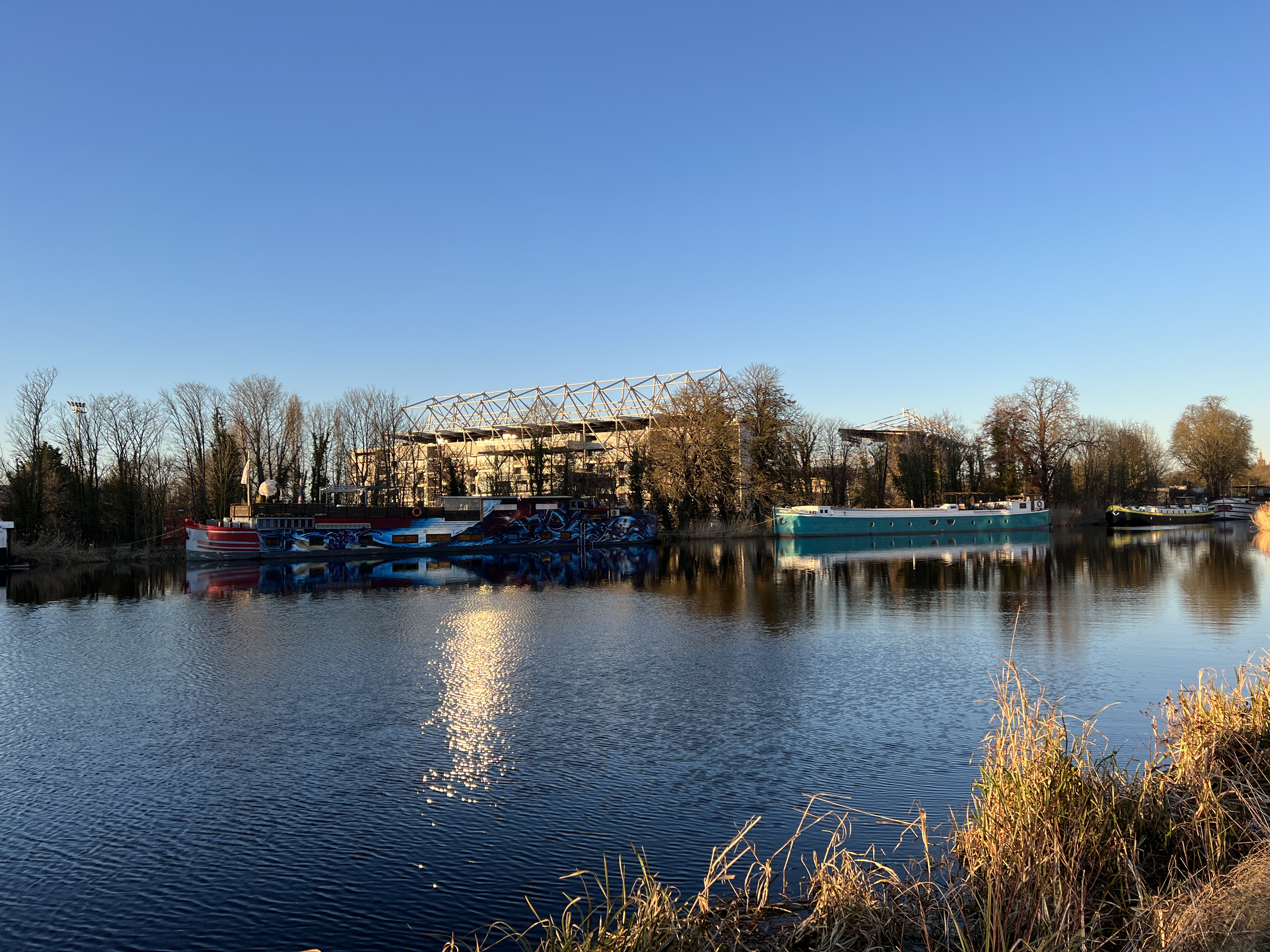
対岸からの眺め (2022年)
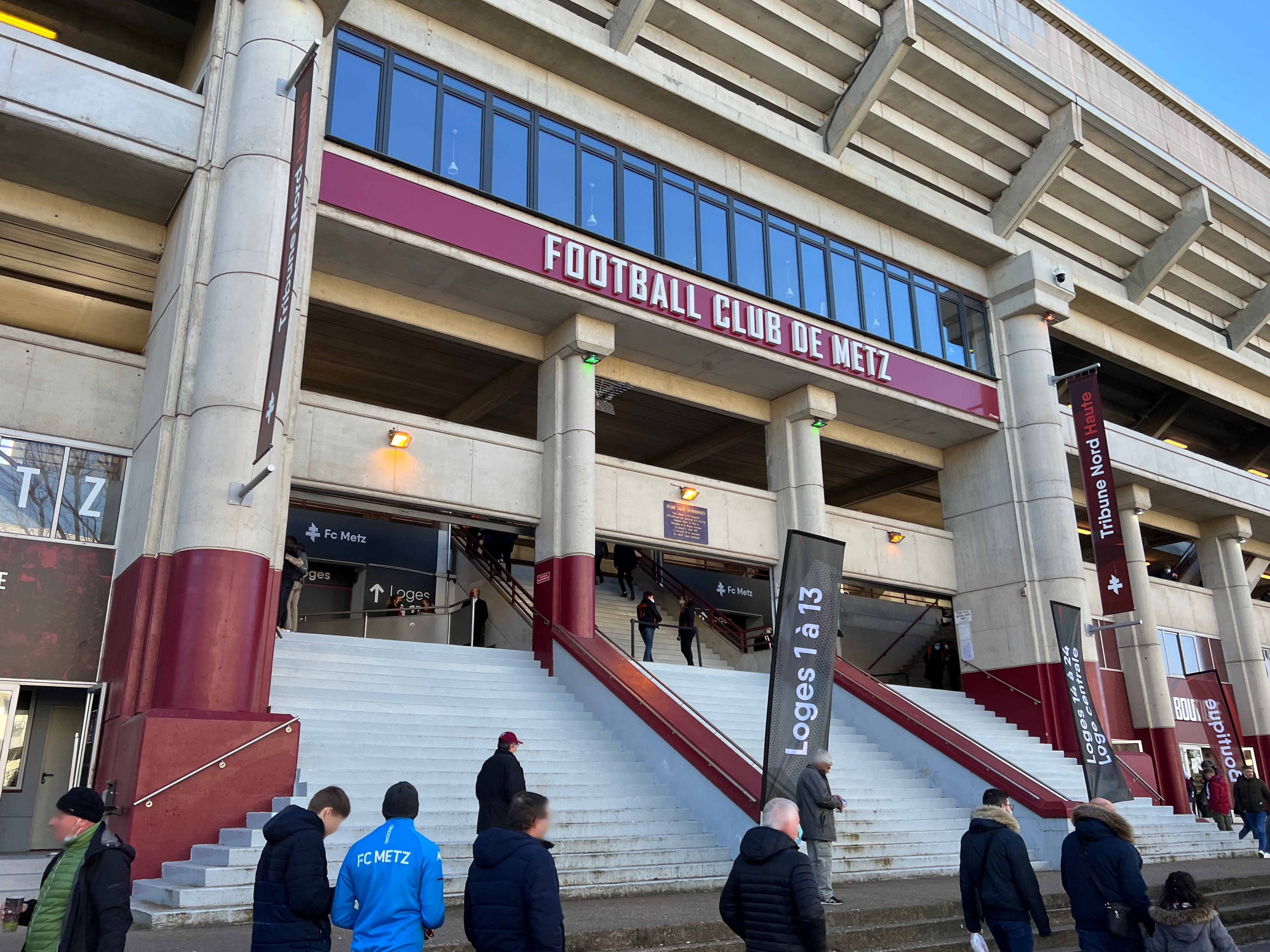
正面入り口
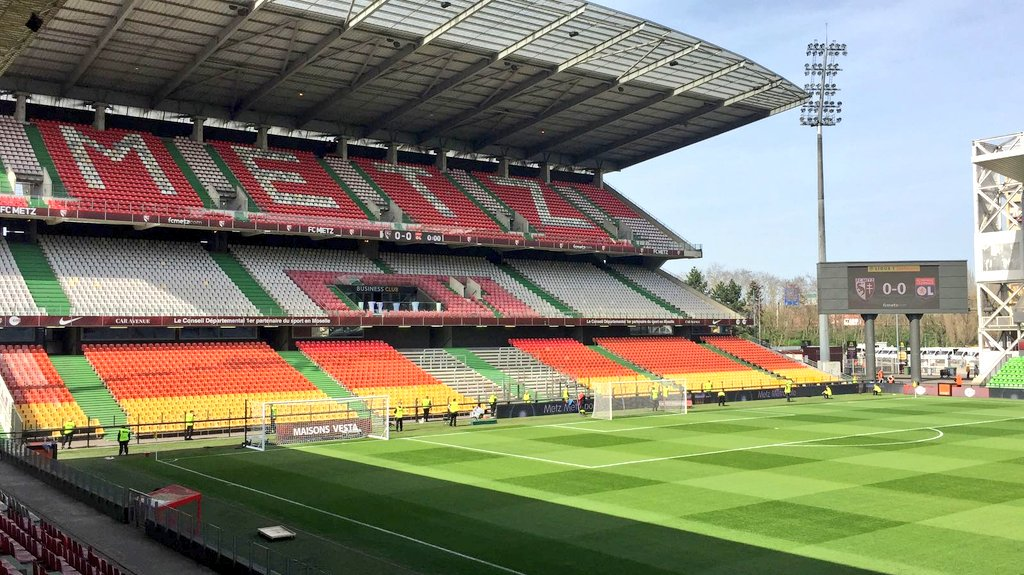
西スタンド
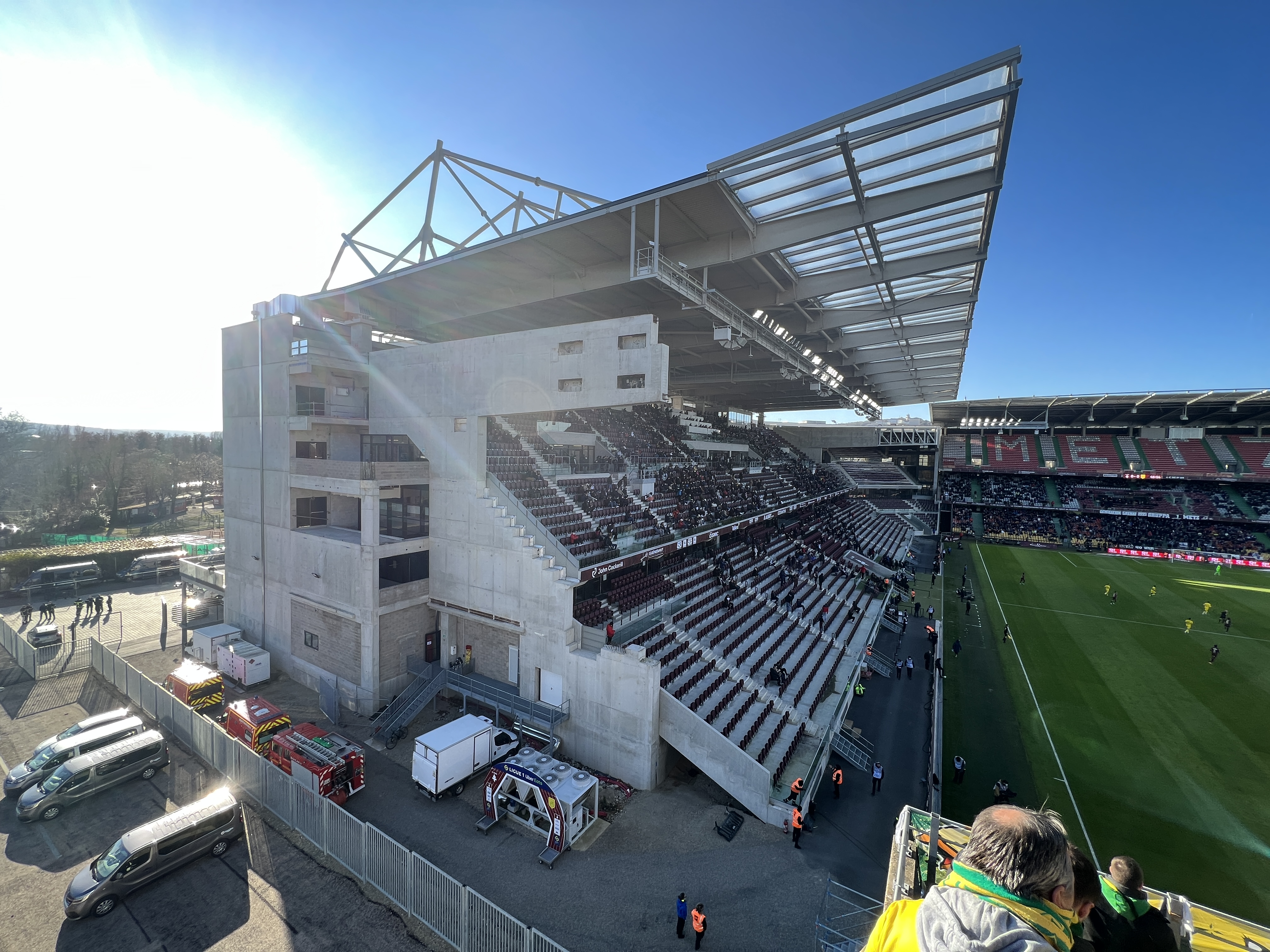
東スタンド